# Turó dels Bassots
El Turó dels Bassots és una muntanya de 966 metres que es troba entre els municipis de Sant Sadurní d'Osormort i de Vilanova de Sau, a la comarca d'Osona.